# ريلاتيفيتي سبيس
ريلاتيفيتي سبيس (بالإنجليزية: Relativity Space)‏ هي شركة تصنيع فضاء جوي أمريكية، تأسست في 2015 ويقع مقرها الرئيسي في لوس أنجلوس.